# Need You Tonight
Need You Tonight är en låt INXS skriven av Michael Hutchence och Andrew Farriss och utgiven på singel 1987. Låten är en av de sista låtarna som spelades in på albumet Kick. Låten är den fjärde sången på "Kick" och den första singeln från albumet. Låten var också den enda av bandets att nå nummer 1 på Billboard Hot 100. Det var ingen tvekan om att det skulle bli bandets signaturlåt.

## Bakgrund
"Andrew Farriss" har sagt att det berömda riffet till låten kom han på medan bandet väntar på en taxichaufför att åka till flygplatsen för att flyga till Hongkong. Han bad taxichauffören vänta ett par minuter när han gick upp på sitt motellrum. Där registrerade han riffet till låten och kom tillbaka efter en timme till taxin med en mycket arg chaufför. Detta riff låter som en blandning mellan Keith Richards och Prince.

## Musikvideo
Låten är också berömd för sin video. Videon vann fem MTV Video Music Awards. Videon kom på #21 på MTV:s nedräkning av de 100 största video genom tiderna.